# Megarcys subtruncata
Megarcys subtruncata är en bäcksländeart som beskrevs av Paul E. Hanson 1942. Megarcys subtruncata ingår i släktet Megarcys och familjen rovbäcksländor. Inga underarter finns listade i Catalogue of Life.